# ユリシーズ・S・グラント・ジュニア
ユリシーズ・S・“バック”・グラント・ジュニア（Ulysses S. "Buck" Grant Jr.、1852年7月22日 - 1929年9月25日）は、アメリカ合衆国の弁護士・実業家である。アメリカ合衆国大統領ユリシーズ・S・グラントの次男である。

## 若年期と教育
グラントはオハイオ州ベセルで1852年7月22日に生まれた。1870年にフィリップス・エクセター・アカデミー、1874年にハーバード大学、1876年にコロンビア・ロー・スクールを卒業した。

## キャリア
グラントは、父の大統領在任中の一時期に個人秘書を務め、ニューヨーク州のアメリカ合衆国連邦検事補となった。
その後、法律事務所で弁護士として働き、フェルディナンド・ウォードと銀行や証券会社を共同で経営した。グラントと父は、他の2人のビジネスパートナーとともにそれぞれ10万ドルを出資し、退役軍人や大富豪に投資を依頼した。グラントと父は、自身の出資金から月2〜3％の利益を得ていたが、2人とも会社の監督をまともにやっておらず、ウォードがグラントの名前を使って投資家を募集し、その出資金を既に投資した人たちへの配当に回すという投資詐欺を行っていたことに気づかなかった。このようなポンジ・スキームを長く維持することはできず、1884年に会社は倒産し、グラントらは出資金を失った。ウォードは詐欺罪で懲役10年の有罪判決を受けた。
翌1885年に父が死去したが、父は死ぬまでウォードに不利な証言はしなかった。ユリシーズ・ジュニアが投資詐欺にどれだけ加担していたかは不明だが、裁判にかけられることはなかった。

### 不動産
会社倒産から財政的に立て直した後、グラントはニューヨーク州ウェストチェスター郡セーラムセンターに農場を購入した。1893年、妻の健康状態が悪化したため、母の提案で、弟のジェシー・ルート・グラントが既に住んでいたカリフォルニア州サンディエゴに一家で転居した。
グラントはここで法律事務所を設立しようとしたが、不動産投資のためにそれを諦めた。グラントは、サンディエゴ各地の不動産を投資のために購入した。父の名前をつけたホテルを経営したいと考え、1895年にホートン・ハウス・ホテルを購入した。1905年に古いホテルを解体し、1910年にUSグラントホテルを建設した。ホテル建設に必要な150万ドルのうち、サンディエゴの有力者から70万ドルの融資を受けた。サンディエゴでは、チャールズ・T・ヒンデ、E・S・バブコック、ジョン・D・スプレッケルズとともに仕事をした。グラントはヒンデとともに、銀行の取締役を務め、会社や事業に投資した。
1896年と1900年の共和党全国大会では、カリフォルニア州の特別代議員を務めた。また、1904年と1908年の大統領選挙では、カリフォルニア州の選挙人を務めた。

## 私生活

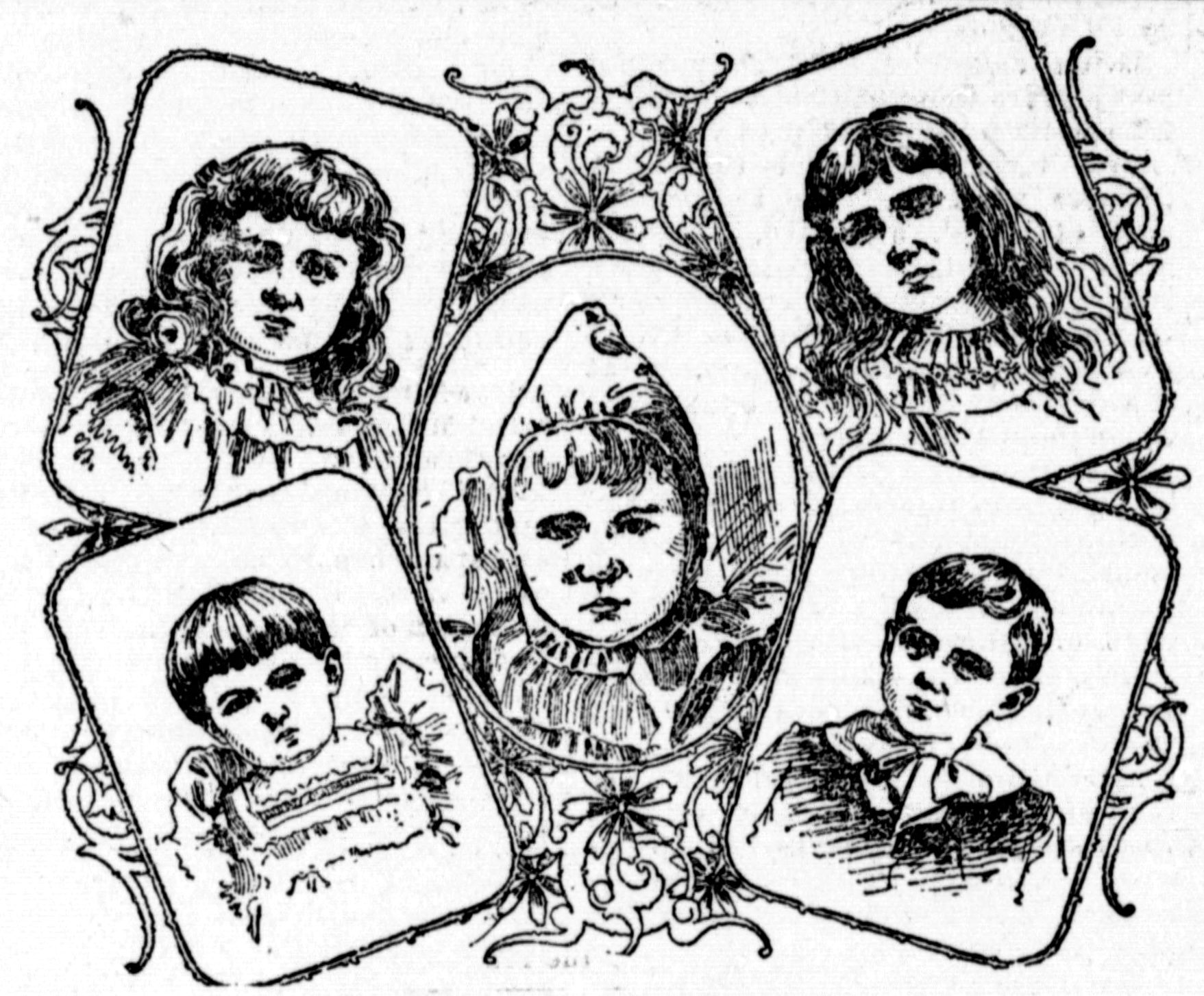
ユリシーズ・S・グラント・ジュニアの子供たち（1895年の新聞に掲載されたもの）

1880年、グラントはコロラド州選出上院議員ジェローム・B・チェイフィーの娘のファニー・ジョセフィーヌ・チェイフィー(Fannie Josephine Chaffee, 1857–1909)と結婚した。2人の間には、ミリアム（Miriam、1881年生）、チェイフィー（Chaffee、1883年生）、ジュリア（Julia、1885年生）、ファニー（Fannie、1889年生）、ユリシーズ4世（Ulysses IV、1893年生）の5人の子供がいた。妻のファニーとは1909年に死別し、その4年後にアメリア・ワークマン・ウィル(America Workman Will, 1878–1942)と再婚した。
グラントは南北戦争北軍退役軍人会の会員だった。
グラントは1929年9月25日、自動車旅行中にカリフォルニア州サンドバーグのロッジで死去した。遺体はサンディエゴのグリーンウッド墓地に埋葬された。